# Gerhard Schenke
Gerhard Schenke (* 11. Januar 1927): Ein ehemaliger deutscher Fußballspieler, der in den 1950er Jahren in Gera Erstligafußball bestritt.

## Sportliche Laufbahn
Im Alter von 25 Jahren debütierte Gerhard Schenke für die Betriebssportgemeinschaft (BSG) Motor Gera in der DDR-Oberliga, der höchsten Spielklasse im DDR-Fußball. In der mit 36 Spielen ausgetragenen Saison 1951/52 kam Schenke in den letzten drei Begegnungen als Mittelstürmer zum Einsatz. In seinem ersten Spiel BSG Chemie Leipzig – Motor Gera (5:2) erzielte er sein erstes Oberligator, dem er in der zweiten Partie Motor Gera – BSG Aktivist Brieske Ost beim 2:0-Sieg der Geraer beide Tore folgen ließ. Beim dritten Einsatz blieb Schenke torlos. 1952/53, die BSG hatte sich in BSG Wismut umbenannt, bestritt Schenke Anfang der Saison zwei Spiele als Linksaußenstürmer, pausierte dann 14 Spiele lang und kam erst in der Saisonrückrunde zu zwölf weiteren Einsätzen und drei Toren. Am Saisonende mussten die Geraer aus der Oberliga absteigen. In der zweitklassigen DDR-Liga kam Schenke im Wesentlichen nicht über den Status eines Ersatzspielers hinaus. 1953/54 hatte er bei 26 Ligaspielen lediglich neun Einsätze, bei denen er nur viermal in der Startelf stand aber nur einmal über die gesamte Spielzeit eingesetzt wurde. Als Stürmer aufgeboten kam er auch nur auf zwei Treffer. Seine Situation verbesserte sich vorübergehend in der Saison 1954/55 in der er 18-mal spielte. Dies hatte er hauptsächlich der Tatsache zu verdanken, dass die BSG Wismut Gera nach der Hinrunde der DDR-Liga drei ihrer wichtigsten Spieler an den Oberligisten SC Wismut Karl-Marx-Stadt abgeben musste. Schenke nahm den Platz des bis dahin mit 13 Treffern Geras erfolgreichsten Stürmers Manfred Kaiser ein. Nach drei Spielen in der Hinrunde kam Schenke als Mittelstürmer auf elf weitere Einsätze. Er erzielte insgesamt acht Tore, war aber mit sechs Treffern erfolgreichster Torschütze seiner Mannschaft in der Rückrunde. In der Übergangsrunde, die im Herbst 1955 zum Wechsel in den Kalenderjahr-Spielrhythmus ausgetragen wurde, fiel Schenke wieder in die Funktion des Ersatzspielers zurück, denn in seinen neun von dreizehn Spielen wurde er fünfmal nur eingewechselt. Nachdem er in der Spielzeit 1956 nur noch dreimal in der DDR-Liga eingesetzt worden war, beendete Schenke seine Laufbahn im höherklassigen Fußballgeschehen. Innerhalb von sechs Spielzeiten hatte er 17-mal in der Oberliga (sechs Tore) und 35-mal in der DDR-Liga (zehn Tore) gespielt.